# Johann Fuchs (Politiker, 1837)
Johann Fuchs (* 26. Dezember 1837 in Braunsdorf, Österreichisch Schlesien; † 20. April 1916 in Stockerau, Niederösterreich) war ein  österreichischer Arzt und Parlamentarier.

## Leben
Der Sohn des Kretschmers Ignatz Fuchs († 1848) und dessen Frau Klara, geborene Schwarz wuchs in Braunsdorf auf. Nach Abschluss seiner Medizinstudien an der Universität Olmütz, der Karl-Ferdinands-Universität Prag und der Vereinigten Friedrichs-Universität Halle-Wittenberg wurde Fuchs zum Doktor der Medizin promoviert. Danach war er als Sekundärarzt des Olmützer Krankenhauses tätig. Ab 1860 praktizierte Fuchs als Gemeindearzt in Braunsdorf.
1874 übersiedelte Fuchs ins niederösterreichische Grafendorf, wo er ebenfalls als Gemeindearzt in Grafendorf und Stockerau tätig war. Ab 1885 wirkte Fuchs auch als Gemeinderat und Bürgermeisterstellvertreter in Grafendorf. Im Zuge der Vereinigung von Grafendorf mit Stockerau im August 1893 wurde Johann Fuchs erster Stadtarzt von Stockerau. 1912 trat er in den Ruhestand.
Mit Gemeinderatsbeschluss vom 5. Dezember 1912 wurde Johann Fuchs für sein Wirken auf allen Gebieten des öffentlichen Lebens und seinem besonderen humanitären Einsatz zum Ehrenbürger von Stockerau ernannt. Die Dr.-Johann-Fuchs-Gasse in Stockerau ist nach ihm benannt.

## Parlamentarier
Im Jahre 1873 wurde Fuchs als Vertreter des Wahlbezirks – Landgemeinden 1 der Gerichtsbezirke Troppau, Wagstadt und Jägerndorf in das Abgeordnetenhaus des Reichsrates gewählt. Er schloss sich dem Fortschrittsklub an.
Fuchs gehörte dem Abgeordnetenhaus in der V. Legislaturperiode vom 4. November 1873 bis 22. Mai 1879 an; war jedoch in seinem Wahlbezirk durch seinen Wegzug ab 1874 nicht mehr präsent.

## Familie
Im Jahre 1862 heiratete Fuchs Franziska, geborene Friedrich († 1914). Aus der Ehe gingen drei Söhne und mindestens zwei Töchter hervor.